# Władysław Grabowski (prawnik)
Władysław Grabowski (ur. 10 sierpnia 1842 w Jarosławiu, zm. 10 stycznia 1910 tamże) – prawnik, radny i wiceburmistrz Jarosławia.

## Życiorys
Studiował prawo na Uniwersytecie Lwowskim. Brał udział w powstaniu styczniowym 1863. Pełnił funkcję adwokata krajowego. Do 1890 był radnym rady miejskiej, a w latach 1904–1910 wiceburmistrzem miasta. Był jednym z założycieli, honorowym członkiem i długoletnim prezesem (w latach 1891–1909) Towarzystwa Gimnastycznego „Sokół” w Jarosławiu. W 1897 wybrany został radnym rady powiatowej, po czym w charakterze członka wszedł w skład wydziału powiatowego. Sprawował funkcję zastępcy przewodniczącego Kasy Oszczędności w Jarosławiu. Jako wiceburmistrz był zwolennikiem daleko idącego uniezależnienia gospodarki miejskiej od wpływów państwa.

## Literatura
- Andrzej Wondaś, Szkice do dziejów Jarosławia, Jarosław 1938
- August Szczurowski, Skorowidz powiatu na rok 1902, Przemyśl 1902
- Tadeusz Papara, Sprawozdanie z czynności Rady miejskiej i Magistratu król. Wolno handlowego miasta Jarosławia za czas od 1897 do końca grudnia 1903, Jarosław 1904
- Szermatyzm Królestwa Galicyi i Londomeryi z Wielkiem Księstwem Krakowskiem na rok 1910, Lwów 1910
- klepsydra z 1910 roku powiadamiająca o śmierci i pogrzebie adwokada krajowego, powstańca z 1863 roku, dr. Władysława Grabowskiego (1843-1910) – ze zbiorów Jerzego Czechowskiego